# Mikroregion Běleč
Běleč, z.s.p.o., je zájmové sdružení právnických osob v okresu Domažlice a okresu Klatovy, jeho sídlem je Švihov a jeho cílem je rozvoj venkovského mikroregionu, přeshraniční spolupráce, regionální rozvoj. Sdružuje celkem 16 obcí a byl založen v roce 1999. Mikroregion Běleč je členem Místní akční skupiny Pošumaví.

## Obce sdružené v mikroregionu
- Biřkov
- Červené Poříčí
- Dolany
- Chocomyšl
- Chudenice
- Ježovy
- Kaničky
- Křenice
- Mezihoří
- Němčice
- Poleň
- Švihov
- Úboč
- Únějovice
- Všepadly
- Vřeskovice